# Break the Science Barrier
Break the Science Barrier est un documentaire télévisé écrit et présenté par le biologiste Richard Dawkins en 1996, argumentant le point de vue selon lequel la pensée scientifique n'est pas seulement utile, mais aussi stimulante et excitante intellectuellement.
Organisant les interviews de plusieurs personnalités du monde des sciences, il fut d'abord diffusé sur Channel 4 au Royaume-Uni - la première d'une longue série de collaborations entre Dawkins et la chaîne - puis sorti en DVD plus de dix ans après.
Le documentaire contient la plupart des thèmes exposés plus tard dans son livre Unweaving the Rainbow, qui fut publié en 1998.